# Железнодорожная будка
Железнодорожная будка (сокращённо ж/д будка, встречается написание Будка железной дороги) — тип населённого пункта (поселения), выделенный во времена Союза Советских Социалистических Республик. 
В название такого населённого пункта часто входит название участка перегона.
В конце XIX столетия, в России, имперского периода, были:
- Будка путевая — так назывались жилые домики на железных дорогах, служащие для помещения рабочих и сторожей между станциями[2];
- Будка машиниста — так назывались на паровозе помещения для машиниста и его помощника[2];
- Будка стрелочника — так назывались помещения для стрелочника на железнодорожной станции[2].

Железнодорожные будки строились ещё на первых железнодорожных путях с целью постоянного проживания и присутствия возле рабочего места персонала (железнодорожного сторожа, путевого обходчика, стрелочника), обслуживающего железную дорогу (например, у переездов железной дороги и автомобильной).
В 1962 году, в целях упорядочения регистрации и наименования вновь возникающих населенных пунктов, а также переименования и учёта населённых пунктов Президиум Верховного Совета РСФСР постановил своим Указом во втором абзаце 1-го пункта: «Населенные пункты, имеющие временное значение и непостоянный состав населения (лесные кордоны, полевые станы и пр.) или имеющие служебное значение в системе какой-либо отрасли хозяйства (железнодорожные будки, дома бакенщиков и другие поселения, связанные с обслуживанием транспорта или охраной путей сообщения, метеостанции и пр.), регистрации не подлежат.».  

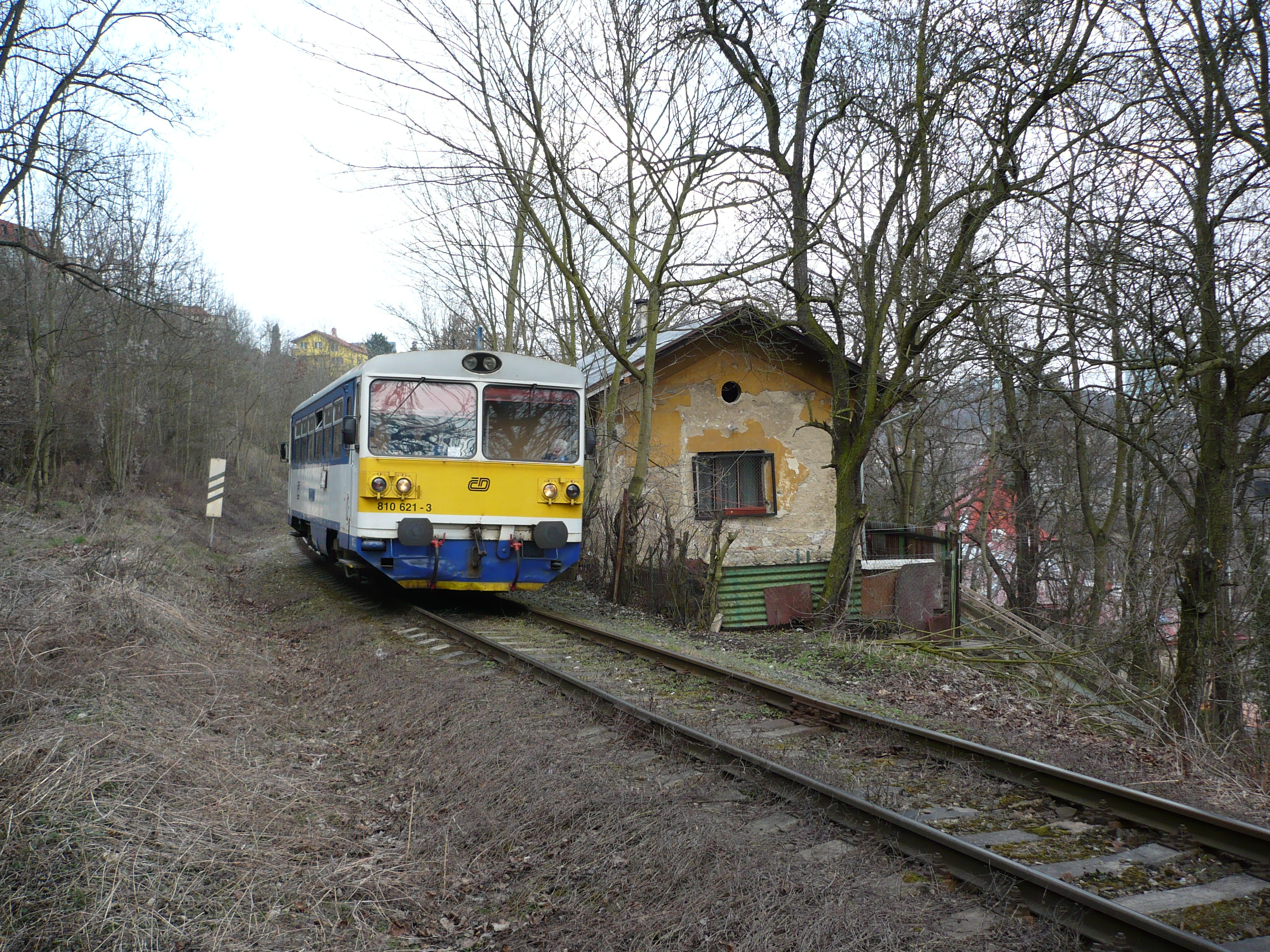
Железнодорожная будка возле Праги.
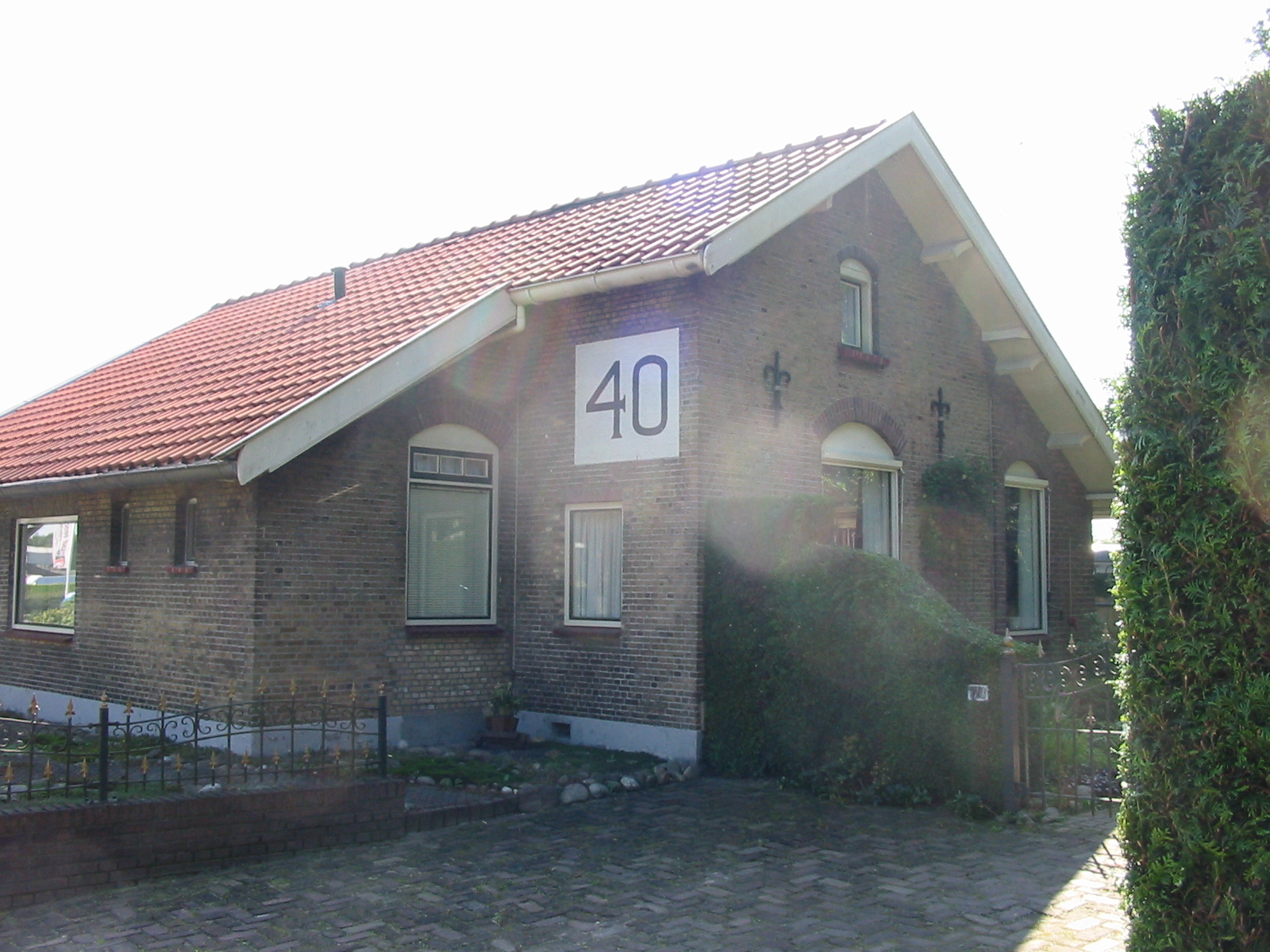
Железнодорожная будка в Голландии.